# Regionalverband Großraum Braunschweig
Der Regionalverband Großraum Braunschweig ist für die Beratung und Koordination bei übergreifenden Aufgaben, die die gesamte Region Braunschweig betreffen, zuständig. Der Verband umfasst das Gebiet der kreisfreien Städte Braunschweig, Salzgitter und Wolfsburg sowie der Landkreise Gifhorn, Goslar, Helmstedt, Peine und Wolfenbüttel. Die Städte, Gemeinden und Landkreise im Verbandsgebiet planen und gestalten jeweils ihre eigenen Gebiete.
Die Haushaltsplanung hatte im Jahr 2021 ein Volumen von 154 Mio. Euro, davon waren 147 Mio. Euro für den Nahverkehr vorgesehen.
Die Verbandsmitgliedschaften und die Aufgaben sind vom Niedersächsischen Landtag gesetzlich geregelt.

## Aufgaben
Der Regionalverband erfüllt in seinem Verbandsgebiet im Wesentlichen zwei Aufgabenbereiche: Regionalplanung und öffentlicher Personennahverkehr. Diese beiden Aufgaben werden sowohl in den Abteilungen der Verbandsverwaltung wie auch in den Ausschüssen der Verbandsversammlung widergespiegelt.

### Regionalplanung
Nach dem niedersächsischen Gesetz über Raumordnung und Landesplanung ist der Verband Träger der Regionalplanung und untere Landesplanungsbehörde. Zu den zentralen Aufgaben gehört die Regionalplanung, also die Aufstellung und Fortschreibung übergeordneter, überörtlicher und zusammenfassender Pläne und Programme sowie die Koordination raumbedeutsamer Planungen. Die angestrebte räumliche und strukturelle Entwicklung des Planungsraums wird im Regionalen Raumordnungsprogramm (RROP) dargestellt.

### ÖPNV-Aufgabenträger
Ein weiterer Aufgabenbereich ist der Nahverkehr. Nach dem niedersächsischen Nahverkehrsgesetz ist der Verband Aufgabenträger für den öffentlichen Personennahverkehr (ÖPNV) auf Straße und Schiene in der Verbandsregion und hat damit die Aufgabe, den Nahverkehrsplan zu erstellen und umzusetzen. Der Verband ist zuständig für die Planung, Bestellung und Finanzierung des ÖPNV sowie für die verkehrsträgerübergreifende Verkehrsentwicklungsplanung.
Für den Schienenpersonennahverkehr (SPNV) bestellt der Verband die Verkehrsleistungen bei den Eisenbahnverkehrsunternehmen. Für die Linien des Elektronetzes Niedersachsen Ost (Enno) stellt die Tochtergesellschaft Regionalbahnfahrzeuge Großraum Braunschweig einen eigenen Fahrzeugpool bereit. Die Triebwagen vom Typ Alstom Coradia Continental werden an die Metronom Eisenbahngesellschaft vermietet, welche die Linien betreibt.
Für den ÖPNV schreibt der Verband die Verkehrsleistungen aus, die nicht von den Verkehrsunternehmen eigenwirtschaftlich erbracht werden können.

## Verbandsversammlung
Die Verbandsversammlung ist ein Beschlussorgan des Verbandes und besteht als politisches Gremium aus 59 ehrenamtlichen Abgeordneten, die von den Stadträten bzw. Kreistagen der Verbandsglieder bestimmt werden. In der VII. Wahlperiode von 2021 bis 2026 setzt sich die Verbandsversammlung gemäß der Parteizugehörigkeit der Mitglieder wie folgt zusammen: SPD 20 Mitglieder, CDU 16 Mitglieder, Bündnis 90/Die Grünen neun Mitglieder, AfD vier Mitglieder, FDP drei Mitglieder, Die Linke zwei Mitglieder, Bürgerinitiative Braunschweig, Die Partei, dieBasis, PUG und Unabhängige je ein Mitglied. Nach Verbandsgliedern setzt sich die Verbandsversammlung wie folgt zusammen: Kreisfreie Stadt Braunschweig 16 Mitglieder, Kreisfreie Stadt Salzgitter vier Mitglieder, Kreisfreie Stadt Wolfsburg sechs Mitglieder, Landkreis Gifhorn zehn Mitglieder, Landkreis Goslar acht Mitglieder, Landkreis Helmstedt vier Mitglieder, Landkreis Peine sechs Mitglieder, Landkreis Wolfenbüttel fünf Mitglieder.
Vorsitzender der Verbandsversammlung der VII. Wahlperiode ist Detlef Tanke, seine Stellvertreter sind Michael Kramer und Kathrin Karola Viergutz.
Liste der Verbandsvorsitzenden
- seit 2011: Detlef Tanke (SPD)
- 2006–2011: Helmut Kuhlmann (CDU)
- 2001–2006: Detlef Tanke (SPD)
- 1996–2001: Ulrike Block-von Schwartz (SPD)
- 1991–1996: Helmut Kuhlmann (CDU)

Die Verbandsversammlung trifft alle wichtigen Entscheidungen des Verbandes, wie beispielsweise die Festlegung des regionalen Raumordnungsprogramms sowie des Nahverkehrsplans. Sie beauftragt die Verbandsverwaltung zur Vorbereitung und Durchführung aller Entscheidungen.
Die Verbandsversammlung ist in den Verbandsausschuss sowie in zwei Fachausschüsse organisiert. Dabei ist der Verbandsausschuss neben der eigentlichen Verbandsversammlung das zweite Beschlussorgan und gibt als solches Empfehlungen zu anstehenden Beschlüssen ab. Die fachliche Vorbereitung der Beschlüsse erfolgt in den beiden Fachausschüssen für Regionalentwicklung und für Regionalverkehr.

## Verbandsverwaltung
Die Verbandsverwaltung beschäftigt 57 Mitarbeiter. Vorrangige Aufgabe der Verbandsverwaltung ist die Vorbereitung und Durchführung der Beschlüsse der Verbandsversammlung. Geleitet wird die Verwaltung von einem Direktor, den die Verbandsversammlung beauftragt.
Liste der Verbandsdirektoren
- seit 2020: Ralf Sygusch (SPD)
- 2010–2020: Hennig Brandes (CDU)
- 1992–2009: Martin Kleemeyer (FDP)

Die Verbandsverwaltung besteht aus den beiden Abteilungen Regionalverkehr und Regionalplanung.

## Geschichte

Logo des Zweckverbandes Großraum Braunschweig (ZGB)

Vom 4. Dezember 1973 bis zum 31. Dezember 1978 existierte als Vorgängerverband der Großraumverband Braunschweig. Mitglieder waren die Landkreise Braunschweig (bis zu dessen Auflösung), Gifhorn, Helmstedt, Peine und Wolfenbüttel sowie die kreisfreien Städte Braunschweig, Salzgitter und Wolfsburg. Damals gab es eine politische Verbandsversammlung, deren Mitglieder von den beteiligten Stadträten bzw. Kreistagen gewählt wurden.
Die am 7. Februar 1974 gewählte Führungsspitze bestand aus dem Landtagsabgeordneten Bernhard Ließ, dem juristischen Beigeordneten Jürgen Bräcklein und dem technischen Beigeordneten Reinhold Oertwig.
Der Verband hatte in etwa dieselben Aufgaben wie der daraus hervorgehende Zweckverband Großraum Braunschweig. Dieser wurde zum 22. März 2017 zum Regionalverband Großraum Braunschweig weiterentwickelt. Damit geht eine Erweiterung des Aufgabenbereichs einher.

## Weblink
- Offizielle Website